# Vasilovți, Montana
Vasilovți (în bulgară Василовци) este un sat în comuna Brusarți, regiunea Montana,  Bulgaria. 

## Demografie
Componența etnică a satului Vasilovți
     Nicio identificare (7,09%)
     Bulgari (60,71%)
     Romi (32,19%)
     Turci (0%)
La recensământul din 2011, populația satului Vasilovți era de 1.283 locuitori. Din punct de vedere etnic, majoritatea locuitorilor (60,71%) erau bulgari, cu o minoritate de romi (32,19%). Pentru 7,09% din locuitori nu este cunoscută apartenența etnică.